# 霍尔蒂·伊斯特万
霍尔蒂·伊斯特万·德·纳吉班亚（匈牙利語：István Horthy de Nagybánya，1904年12月9日—1942年8月20日），是匈牙利摄政王霍尔蒂·米克洛什海军上将的长子、政治家，他在二战期间曾是一名驾驶战斗机的匈牙利空军飞行员。伊斯特万是一位直言不讳的反纳粹主义者，他于1942年被其父任命为匈牙利王国副摄政；同年8月20日，他在驾驶战斗机过程中因事故坠毁于苏联阿列克谢耶夫卡区，享年37岁。

## 荣誉
匈牙利政府曾在1942年10月15日发行邮票以纪念霍尔蒂·伊斯特万。